# Ernst von Radowitz
Ernst Joseph Maria von Radowitz (* 4. Mai 1869 in Altenburg; † 31. Januar 1944 in Stettin) war ein deutscher Offizier und SS-Führer, zuletzt SS-Gruppenführer.

## Leben

### Herkunft
Er war der älteste Sohn des späteren preußischen Generalleutnants Clemens von Radowitz (1832–1890) und dessen ersten Ehefrau Paula, geborene Spangenberg († 23. Oktober 1876 in Berlin).

### Preußische Armee (1879/1919)
Radowitz erhielt seine Erziehung an den Kadettenanstalten Plön und Groß-Lichterfelde, die er von 1879 bis 1886 besuchte. Im Anschluss trat er am 17. Mai 1886 in das  1. Thüringische Infanterie-Regiment Nr. 31 der Preußischen Armee ein und wurde am 15. November 1887 zum Sekondeleutnant befördert. Am 1. Juni 1889 wurde er in das Infanterie-Regiment Nr. 135 versetzt, wo er als Bataillonsadjutant fungierte. Seit 15. Dezember 1894 Premierleutnant, absolvierte Radowitz 1896/99 die Kriegsakademie in Berlin. 1899 wurde er in den Großen Generalstab aufgenommen und dort zur Topographischen Abteilung kommandiert. Mit seiner Beförderung zum Hauptmann am 23. März 1901 wurde er Chef der 11. Kompanie im Infanterie-Regiment „von der Goltz“ (7. Pommersches) Nr. 54 in Kolberg. Als Major war Radowitz beim Stab des Deutschordens-Infanterie-Regiment Nr. 152 und fungierte dann ab 1912 als Kommandeur des II. Bataillons im Garde-Grenadier-Regiment Nr. 5 in Spandau. Mit dieser Stellung stieg er am 19. Juni 1914 zum Oberstleutnant auf.
Während des Ersten Weltkriegs befehligte Radowitz als Oberstleutnant ab 30. August 1914 das 5. Garde-Regiment zu Fuß. Dieses Kommando gab er am 7. Februar 1918 ab und kommandierte bis 4. Juli 1918 die 37. Infanterie-Brigade sowie anschließend über das Kriegsende hinaus bis zum 7. Dezember 1918 die 2. Garde-Infanterie-Brigade. Kurzzeitig unterbrochen von Kommandos bei der 185. Infanterie-Brigade und der 5. Garde-Infanterie-Brigade. Während des Krieges wurde am 22. März 1917 zum Oberst befördert. 
In der Nachkriegszeit war Radowitz vom 12. Dezember 1918 bis Januar 1919 wieder Kommandeur des 5. Garde-Regiments zu Fuß. Anschließend schied er unter Verleihung des Charakters als Generalmajor aus dem aktiven Dienst.

### Zeit des Nationalsozialismus
In den frühen 1930er Jahren näherte Radowitz sich der NS-Bewegung an. Zum 1. Januar 1932 trat er in die NSDAP ein (Mitgliedsnummer 894.121). Zum 13. September 1936 wurde er zudem Mitglied der SS (SS-Nummer 276.980), in der er gemäß dem Prinzip der Dienstgradangleichung unter Berücksichtigung seines Armeerangs unter Überspringung von acht SS-Unterführer und -Führer-Rängen direkt vom SS-Mann zum SS-Standartenführer befördert wurde. Am 20. April 1937 erfolgte seine Beförderung zum SS-Oberführer.
Am 20. April 1939 wurde Radowitz zum SS-Brigadeführer und am 9. November 1942 zum SS-Gruppenführer befördert.
Radowitz nahm an der Gruppenführer-Tagung am 4. Oktober 1943 in Posen teil, bei der Heinrich Himmler die erste Posener Rede hielt.